# Eric Bouwer
Eric Bouwer (* 28. Juni 1984 in Gifhorn) ist ein deutscher Schauspieler.

## Leben
Eric Bouwer wurde als drittes Kind seiner Mutter Corinna in Gifhorn geboren und wuchs zunächst in der Nähe von Königslutter am Elm bei seinem Vater und später in Braunschweig bei seiner Mutter auf. Sein Vater war Gerhard Bouwer, der u. a. als Ingenieur am Deutschen Zentrum für Luft- und Raumfahrt (DLR) in Braunschweig tätig war, sowie bei der Motorenentwicklung von VW und auch in der Cargolifter AG in Potsdam arbeitete; er verstarb 2004 an Krebs. Seine Mutter brachte die Zwillinge Maren und Adina mit in die Ehe. Nachdem Bouwer 2004 in Braunschweig sein Abitur bestanden hatte, zog es ihn mit 19 Jahren nach Berlin, wo er seine erste größere Rolle in der Fernsehserie Die Familienanwältin als Sohn von Mariele Millowitsch spielte. Von 2006 bis 2009 wirkte er als „schüchterne Leseratte“ Kai Maiboom in 89 Folgen der romantischen Dramaserie Tessa – Leben für die Liebe mit, in der Eva-Maria Grein von Friedl die Titelheldin verkörperte. Daran schlossen sich diverse Episodenrollen in Kriminalserien an, wie zum Beispiel in Im Namen des Gesetzes, SOKO Wismar, Tatort Münster und Letzte Spur Berlin.
Bouwer arbeitet seit 2004 mit der renommierten Schauspiel-Coachin Sigrid Andersson zusammen und absolvierte von 2007 bis 2010 zusätzlich eine dreijährige Ausbildung zum Schauspieler in der Theaterwerkstatt Charlottenburg in Berlin. Es folgten kleine Kinorollen wie in dem Thriller Das letzte Schweigen von Baran bo Odar, mit dem er einige Jahre später auch in dem Thriller Who Am I zusammenarbeitete. Einen Auftritt hatte er auch in der erfolgreichen Filmkomödie Männerherzen … und die ganz ganz große Liebe, in der er einen Polizisten verkörperte. Im Winter 2012 spielte er eine der Hauptrollen in der international besetzten Verfilmung des Romans Colette: Ein Mädchen aus Antwerpen des tschechischen Schriftstellers Arnošt Lustig.

## Filmografie (Auswahl)
- 1991: Egoli: Place of Gold (Fernsehserie)
- 2005: Die Rettungsflieger (Fernsehserie, Folge Herzflattern)
- 2005: Alphateam – Die Lebensretter im OP (Fernsehserie)
- 2006–2007: Die Familienanwältin (Fernsehserie, 9 Folgen)
- 2006–2009: Tessa – Leben für die Liebe (Fernsehserie, 89 Folgen)
- 2007: R.I.S. – Die Sprache der Toten (Fernsehserie, Folge Vermisst)
- 2007: Allein unter Töchtern (Fernsehfilm)
- 2007: Ein Fall für zwei (Fernsehserie, Folge Mord im Museum)
- 2007: Paulas Sommer (Fernsehserie, 13 Folgen)
- 2007: Oh Tannenbaum (Fernsehfilm)
- 2008: Hardcover
- 2008: Im Namen des Gesetzes (Fernsehserie, Folge Schulzeit)
- 2009: SOKO Wismar (Fernsehserie, Folge Böses Erwachen)
- 2009: SOKO 5113 (Fernsehserie, Folge Das letzte Abendmahl)
- 2009: Tatort: Höllenfahrt (Fernsehreihe)
- 2009: Getroud met rugby (Fernsehserie)
- 2009: Zeit der Entscheidung – Die Soap Deiner Wahl (Fernsehserie, 4 Folgen)
- 2009: Faktor 8 – Der Tag ist gekommen (Fernsehfilm)
- 2010: Unser Charly (Fernsehserie, Folge Heiße Fracht)
- 2010: Das letzte Schweigen
- 2010: Jagdgründe (Kurzfilm)
- 2010, 2014: In aller Freundschaft (Fernsehserie, Folgen a) Liebe und Zweifel, b) Tauwetter)
- 2010, 2016, 2018: Notruf Hafenkante (Fernsehserie, 3 Folgen a) Geisterstunde, b) Lautlos, c) Schwiegermuttermonster)
- 2011: Mars (Kurzfilm)
- 2011: Männerherzen … und die ganz ganz große Liebe
- 2011: Draußen (Kurzfilm)
- 2011: Why are you here? (Kurzfilm)
- 2011: Betrug macht Klug (Pilotfilm)
- 2012: Dlaczego tutaj jestes (Kurzfilm)
- 2012: Heiter bis tödlich: Alles Klara (Fernsehserie, Folge Tod in Lilliput)
- 2012: Arielle (Kurzfilm)
- 2013: Colette. Ein Mädchen aus Antwerpen
- 2014: Der Staatsanwalt (Fernsehserie, Folge Das Luder)
- 2013, 2014: Letzte Spur Berlin (Fernsehserie, 16 Folgen)
- 2014: Heiter bis tödlich: Koslowski & Haferkamp (Fernsehserie, Folge Fliegende Fäuste)
- 2014: Freiland
- 2014: Who Am I – Kein System ist sicher
- 2013: Homesick
- 2013: Maik ’n Zack (Kurzfilm)
- 2015: Der Kriminalist (Fernsehserie, Folge Die Unschuld der Engel)
- 2015: Oskarreif (Kurzfilm)
- 2015: SOKO Leipzig (Fernsehserie, Folge Aus bestem Hause)
- 2015: Der Bankraub (Fernsehfilm)
- 2015: Inga Lindström: Leg dich nicht mit Lilli an (Fernsehfilm)
- 2017: Zorn dem Volke (Kurzfilm-Thriller)
- 2016: Open My Eyes
- 2018, 2023: In aller Freundschaft – Die jungen Ärzte (Fernsehserie, Folgen a) Zweite Chancen, b) Alles aus)
- 2018: Das Boot (Fernsehserie, Folge Abrechnung)
- 2019: 3 Engel für Charlie (Charlie’s Angels)
- 2021: Schachnovelle
- 2021: In aller Freundschaft – Die Krankenschwestern
- 2021: SOKO Köln: (Fernsehserie, Folge Im Rausch der Begierde)
- 2023: Einspruch, Schatz! – Ein Fall von Liebe
- 2024: SOKO Hamburg: (Fernsehserie, Folge Offene Rechnungen)

## Theater
- 2010: Acud Theater: Drei mal Leben (Yasmina Reza / Regie: Katherina Fritz / Rolle: Henri)
- 2011 bis 2013: Komödie am Kurfürstendamm + Tournee und Winterhuder Fährhaus Hamburg: Achtung Deutsch (Stefan Vögel / Regie: Martin Woelffer / Rolle: Henrik Schlüter)
- 2017: Komödie am Kurfürstendamm: Wir sind die Neuen / Regie Martin Woelffer / Rolle: Thorsten mit Claudia Rieschel, Winfried Glatzeder etc.

## Auszeichnung
- 2016: Filmfestival Max Ophüls Preis für seine Nebenrolle in dem Kurzfilm Oskarreif[5]